# 衢州 (古代)
衢州，中国古代的州。
唐朝武德四年（621年）置，治所在信安县（咸通中改名西安县，今浙江省衢州市）。辖境约今浙江衢州、常山、江山、开化及江西省玉山等市县地（后玉山改属信州）。天宝元年（742年）改为信安郡，乾元元年（758年）复为衢州。元朝至元十三年（1276年），升为衢州路。 
| 唐朝衢州辖县 | 唐朝衢州辖县                                                 |
| ------------ | ------------------------------------------------------------ |
| 621年        | 信安县、须江县、定阳县                                       |
| 625年        | 废除衢州、须江县、定阳县，信安县改属婺州                     |
| 686年        | 信安县、龙丘县、常山县                                       |
| 689年        | 信安县、龙丘县、常山县（新设须江县）                         |
| 692年        | 信安县、龙丘县、常山县、须江县（新设盈川县）                 |
| 695年        | 信安县、龙丘县、常山县、须江县、盈川县（新设武安县）         |
| 705年        | 信安县、龙丘县、常山县、须江县、盈川县、武安县（改名玉山县） |
| 758年        | 信安县、龙丘县、常山县、须江县、盈川县（玉山县改属信州）     |
| 764年        | 信安县、龙丘县、常山县、须江县、盈川县                       |
| 812年        | 信安县、龙丘县、常山县、须江县（废除盈川县）                 |
| 905年        | 信安县（改名西安县）、龙丘县、常山县、须江县                 |

## 刺史
| 唐朝衢州刺史 - 张绰（621年—623年） - 徐某（贞观初年） - 萧缮（691年—693年） - 王烈（唐中宗时） - 李祎（710年） - 李杰（716年） - 徐知仁（718年—719年） - 徐坚（722年） - 徐峤之（726年） - 李祎（736年） - 赵颐贞（738年） - 韦璆（开元年间） - 郑曔（开元年间） - 萧谊（开元年间） - 信安郡太守 | - 李丹（758年） - 韦黄裳（上元年间） - 殷日用（762年） - 李岘（765年—766年） - 田季羔（770年前） - 徐向（773年） - 李深（大历年间） - 王承俊（大历年间） - 韦班（大历末年） - 赵涓（大历末年—782年） - 崔论（建中、贞元年间） - 韦光辅（787年） - 裴郾（790年） - 陈智（794年） - 李若初（795年） - 郑灒（798年） - 郑式瞻（799年—801年） | - 田敦（801年—802年） - 齐总（802年，未任） - 陆庶（803年—807年） - 李素（807年） - 李逊（807年） - 元锡（809年—810年） - 薛戎（813年） - 徐放（814年） - 郑群（817年—821年） - 张聿（821年） - 庞严（宝历年间） - 张贾（830年） - 卢钧（大和年间） - 豆卢署（835年） - 崔耿（841年） - 王众仲（会昌年间） - 李敬彝（会昌年间） | - 李顼（846年—848年） - 卢简辞（848年） - 崔寿（852年） - 赵璘（858年—862年） - 孙玉汝（870年） - 苏冲（咸通、乾符年间） - 季彀（878年） - 玄泰（887年） - 陈儒（887年—895年） - 陈岌（895年—900年） - 顾全武（900年） - 陈璋（901年—906年） - 方永珍（906年—907年） |